# Jan van Dalen
Jan van Dalen ou Jan van Dalen (I) (fl. 1632 - 1670) est un peintre flamand actif à Anvers au milieu du XVIIe siècle. Il est connu pour quelques œuvres exécutées dans un style caravagiste. Son œuvre a été confondu avec celui d'un homonyme connu sous le nom de Jan van Dalen (II) (Gorinchem, vers 1610 - après 1677), actif dans le nord des Pays-Bas et réputé pour ses natures mortes et ses portraits,.

## Biographie
On sait très peu sur la vie de Jan van Dalen. Sa date de naissance est située entre 1600 et 1620 et sa mort entre 1662 et 1682.
Il aurait été formé à Rome vers 1630. Il est probablement responsable d'une paire de peintures signées et datées J. van Dalen fec. in Roma 1631 (Une femme tenant un œuf et Un garçon tenant un verre) qui figuraient auparavant dans la collection de Liechtenstein à Vienne.
Il rentre à Anvers où il est inscrit pour la première fois à la guilde de Saint-Luc d'Anvers en tant qu'apprenti de David de Middelaer au cours de l'année de guilde 1632-1633. Il est admis comme maître dans l'année de guilde 1640-1641 et est mentionné pour la dernière fois dans les registres de la guilde en 1670. On pense que l'artiste reste actif à Anvers pendant cette période.

## Œuvre
On ne connaît que très peu d'œuvres autographes de Jan van Dalen. L'une est une Allégorie des quatre éléments (vente Christie's du 20 au 21 novembre 2013, Amsterdam, lot 128), entièrement signée et datée de 1653. Un Joueur de tambourin de la même date et portant les initiales se trouve dans la collection Michaelis au Cap. Un Bacchus au Kunsthistorisches Museum est également signé avec ses initiales et date de 1648.
Le style de Van Dalen reflète les influences des artistes du début du baroque romain. Son Allégorie des quatre éléments est une scène nocturne dans la tradition du caravagisme romain et néerlandais. L’éclairage dramatique et les figures rappellent des scènes nocturnes de l’artiste Alessandro Turchi qui travaillait à Rome.

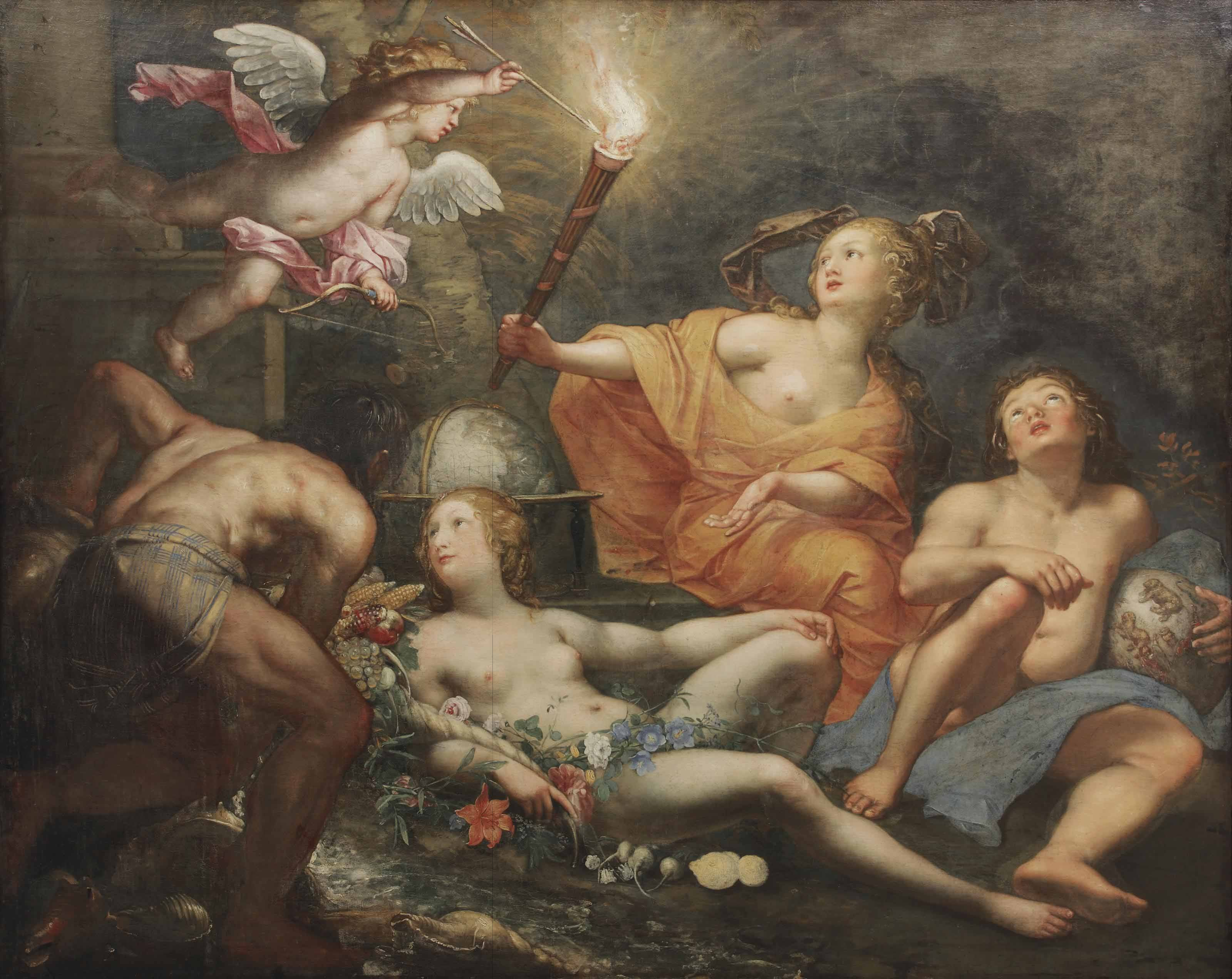
Allégorie des quatre éléments.

L'influence du Caravage et de la première génération de ses disciples est plus évidente dans ses œuvres antérieures. Il a été exposé à ces influences lors de son séjour à Rome vers 1630. Après son retour à Anvers, van Dalen a probablement été influencé par des artistes flamands, ce qui donné l'impression d'une fusion des styles italien et nordique.
Van Dalen a peint un certain nombre de portraits de Bacchus, l'ancien dieu de la fertilité et du vin. Dans la version du Musée des Beaux-Arts de Budapest, l’artiste s’est probablement présenté comme un Bacchus riant. Dans la version du Kunsthistorisches Museum, Jan van Dalen a donné à la divinité une expression espiègle et provocante qui semble inviter le spectateur à déguster un verre de vin avec lui. Le caractère sauvage et tumultueux du dieu, son mépris pour les limites et les frontières ainsi que sa transgression sont soulignés par la couronne de lierre qu'il porte.